# 東北大学大学院文学研究科・文学部
東北大学大学院文学研究科（とうほくだいがくだいがくいんぶんがくけんきゅうか、英称:Graduate School of Arts and Letters）は、東北大学大学院に設置される研究科の一つである。また、東北大学文学部（とうほくだいがくぶんがくぶ、英称:School of Arts and Letters）は、東北大学に設置される学部の一つである。

## 概要
1922年に東北帝国大学に法文学部が設置され、1949年の新制東北大学発足時に文学部として改組された。法文学部時代から文学士の学位を出すなど長い歴史を誇り、人文学、社会科学の分野で高い研究成果を出してきた。

## 沿革
- 1922年 - 東北帝国大学に法文学部を設置[1]。
- 1949年 - 新制東北大学文学部が発足[1]。
- 1953年 - 大学院文学研究科を設置[1]。
- 1997年 - 人文社会学科の1学科制に改組[1]。
- 2000年 - 大学院重点化を完了[1]。

## 学科
- 人文社会学科[3]
  - 入学定員210名[4]

## 著名な出身者

### 政治、行政
- 羽田武嗣郎 - 元衆議院議員、元東京朝日新聞社記者
- 長谷川東蔵 - 元衆議院議員、元恵那市長
- 廿日出厖 - 元衆議院議員、浜松学院高等学校創立者
- 内藤政恒 - 元侍従、元式部官、元日本歴史考古学会会長
- 渡邉健雄 - 元財務省北海道財務局長、福邦銀行頭取
- 伊藤忠一 - 元駐ネパール大使、元日本ネパール協会会長

### 経済
- 岩井清祐 - ENEOSグローブ社長、日本LPガス協会会長、日本LPガス団体協議会会長
- 京極昭 - ベガルタ仙台社長
- 久保博 - 読売巨人軍社長
- 高橋徹 - 元東京インターネット社長、元インターネット協会副理事長
- 桜井恵理子 - ダウ・ケミカル日本・韓国法人代表取締役社長

### マスコミ、ジャーナリズム
- 島桂次 - 元NHK会長
- 鈴木健二 - 元NHK理事待遇、元熊本県立劇場館長、ギャラクシー賞
- 佐々木欽三 - 元NHK広報事業局長
- 佐々木敦 - 元NHKアナウンサー
- 柴田徹 - NHKシニアアナウンサー
- 和田行 - 元フジテレビジョンエグゼクティブプロデューサー
- 今野勉 - 元TBSプロデューサー、テレビマンユニオン共同設立者・取締役、イタリア賞
- 松木彩 - TBSテレビディレクター、ザテレビジョンドラマアカデミー賞監督賞
- 佐藤拓雄 - 仙台放送アナウンサー
- 菅原美千子 - 元仙台放送アナウンサー
- 坂口奈央 - 元岩手めんこいテレビアナウンサー
- 佐々木恒美 - 河北新報社論説委員長
- 屋山太郎 - 政治評論家、元時事通信社論説委員兼編集委員、正論大賞
- 松本昌次 - 編集者、影書房創業者

### 研究
- 青木生子 - 国文学、元日本女子大学学長・理事長、元私立大学通信教育協会理事長
- 青山和夫 - 考古学、茨城大学教授、日本学士院学術奨励賞
- 青山忠正 - 日本近代史、佛教大学教授、佛教大学学術賞
- 足澤一成 - インド文学、国際交流基金嘱託
- 我妻建治 - 歴史学、元成城学園学園長、元成城大学学長
- 赤羽学 - 国文学、岡山大学名誉教授、文部大臣賞
- 浅野裕一 - 中国哲学、東北大学名誉教授
- 安倍三郎 - 心理学、元広島文理科大学教授
- 阿部宏 - 英文学、東北大学名誉教授
- 阿部義平 - 考古学、国立歴史民俗博物館名誉教授
- 天野政千代 - 英語学、名古屋大学名誉教授、元日本英語学会会長
- 有賀祥隆 - 仏教美術史、東北大学名誉教授、元美術史学会代表委員
- 有馬哲夫 - 公文書研究、早稲田大学教授
- 生地竹郎 - 中世英文学、元上智大学教授、日本翻訳文化賞
- 石毛忠 - 思想史、防衛大学校名誉教授
- 石鍋真澄 - 西洋美術史、成城大学教授、マルコ・ポーロ賞
- 泉武夫 - 日本美術史、東北大学教授、國華賞
- 井関正昭 - 美術史、東京都庭園美術館名誉館長、元ローマ日本文化会館館長、元北海道立近代美術館館長
- 磯部彰 - 中国文学、東北大学教授
- 伊東信雄 - 考古学、東北大学名誉教授
- 伊藤清郎 - 日本中世史、山形大学名誉教授・元副学長、元慈恩寺旧境内整備検討委員会委員長
- 稲富栄次郎 - 教育哲学、上智大学名誉教授、元教育哲学会会長
- 今泉隆雄 - 日本古代史、東北大学名誉教授、東北歴史博物館館長
- 入間田宣夫 - 日本中世史、東北大学名誉教授
- 岩山三郎 - 美学、神戸大学名誉教授
- 梅木達郎 - 仏文学、元東北大学助教授、自殺
- 江夏由樹 - 中国史、一橋大学名誉教授
- 遠藤基郎 - 日本中世史、東京大学准教授
- 大島力 - 神学、青山学院大学教授
- 大橋英寿 - 社会心理学、東北大学教授
- 大藤修 - 日本近世史、東北大学教授
- 大渕憲一 - 社会心理学、東北大学名誉教授、元日本犯罪心理学会会長、紫綬褒章
- 大村泉 - マルクス経済学、東北大学名誉教授
- 岡田重精 - 宗教学、元皇學館大学理事長
- 岡堂哲雄 - 臨床心理学、文教大学名誉教授、元国際家族心理学会会長、元日本家族心理学会会長
- 岡村道雄 - 考古学、元文化庁主任文化財調査官、奈良文化財研究所名誉館員
- 尾崎彰宏 - 西洋美術史、東北大学教授
- 小澤俊夫 - 独文学、元筑波大学副学長
- 小田基 - 英文学、東北大学名誉教授
- 小野潮 - 仏文学、中央大学教授、パリ日本館館長
- 加賀美常美代 - 心理学、お茶の水女子大学教授
- 加藤国安 - 漢文学、名古屋大学教授
- 加藤孝義 - 心理学、東北大学名誉教授
- 金井嘉彦 - 英文学、一橋大学教授
- 金谷治 - 中国哲学、東北大学名誉教授、元日本学士院会員
- 金子拓 - 日本中世史、東京大学准教授
- 神尾美津雄 - 英文学、名古屋大学名誉教授
- 亀田孜 - 日本美術史、東北大学名誉教授
- 川田靖子 - 仏文学、玉川大学名誉教授、小熊秀雄賞
- 河部利夫 - 東南アジア史、東京外国語大学名誉教授
- 川村邦光 - 日本文化学、大阪大学名誉教授
- 神崎繁 - 哲学、専修大学教授
- 神戸和昭 - 言語学、千葉大学教授
- 祇園寺信彦 - 西洋史、東北大学名誉教授
- 木田元 - 哲学、中央大学名誉教授
- 北住敏夫 - 国文学、東北大学名誉教授、日本学士院賞
- 北村晴朗 - 心理学、東北大学名誉教授
- 木村邦博 - 社会学、東北大学教授
- 行場次朗 - 心理学、東北大学名誉教授、元日本認知心理学会理事長
- 木場深定 - 哲学、東北大学名誉教授
- 久山宗彦 - 宗教学、元法政大学教授、元星美学園短期大学学長、元カリタス女子短期大学学長
- 釘貫亨 - 国語学、名古屋大学教授
- 楠正弘 - 宗教学、東北大学名誉教授
- 黒田正典 - 心理学、東北大学名誉教授
- 河野多麻 - 国文学、元実践女子専門学校教授
- 小河原誠 - 哲学、北里大学教授、ヨーク大学客員教授
- 小林一穂 - 農業社会学、東北大学教授
- 小林隆 - 言語学、東北大学教授、金田一京助博士記念賞、新村出賞
- 小林政吉 - 宗教学、東北大学名誉教授
- 斎藤信治 - 哲学、元神戸大学教授
- 阪本浩 - 古代ローマ史、青山学院大学学長
- 座小田豊 - 哲学、東北大学名誉教授
- 佐藤郁哉 - 社会学、一橋大学名誉教授、日経・経済図書文化賞、経営行動科学学会優秀研究賞
- 佐藤喜代治 - 国文学、東北大学名誉教授、河北文化賞
- 佐藤武敏 - 東洋史、大阪市立大学名誉教授、日本学士院賞
- 佐藤武義 - 国文学、東北大学名誉教授
- 佐藤道信 - 日本美術史、東京藝術大学教授、サントリー学芸賞、倫雅美術奨励賞
- 佐藤弘夫 - 思想史、東北大学教授
- 澤井義次 - 宗教学、天理大学教授、日本宗教学会賞、東方学会賞
- 島田謹二 - 比較文学、東京大学教授、文化功労者、日本学士院賞
- 清水眞澄、仏教美術、元成城大学学長、三井記念美術館館長
- 白根靖大 - 日本中世史、中央大学教授
- 神宝秀夫 - 西洋史、九州大学名誉教授
- 神事直人 - 国際経済学、京都大学教授、日本国際経済学会副会長
- 末永照和 - 西洋美術史、桜美林大学名誉教授、吉田秀和賞、芸術選奨新人賞
- 鈴木善三 - 英文学、東北大学名誉教授
- 鈴木雅之 - 英文学、京都大学名誉教授、元イギリス・ロマン派学会会長
- 鈴木広 - 社会学、九州大学名誉教授、元日本都市社会学会会長
- 鈴木幸寿 - 社会学、元東京外国語大学学長、元和洋女子大学学長
- 須田朗 - 哲学、中央大学教授
- 先崎彰容 -　日本思想史、批評家、日本大学危機管理学部教授
- 高橋芳郎 - 中国史、元名古屋大学教授
- 田野崎昭夫 - 社会学、中央大学名誉教授
- 高橋富雄 - 東北古代史、東北大学名誉教授、元福島県立博物館館長
- 高橋勇悦 - 社会学、東京都立大学名誉教授、日本都市学会賞
- 滝浦静雄 - 哲学、東北大学名誉教授
- 田中雅一 - 文化人類学、京都大学教授
- 玉懸博之 - 日本思想史、東北大学名誉教授、元日本思想史学会会長
- 玉蟲敏子 - 日本美術史、武蔵野美術大学教授、紫綬褒章、芸術選奨文部科学大臣賞
- 千種眞一 - 言語学、東北大学名誉教授
- 千葉文夫 - 仏文学、早稲田大学教授
- 塚本啓祥 - 仏教学、東北大学名誉教授
- 塚本麿充 - 中国美術史、東京大学教授、國華賞、島海雲学術賞
- 富田虎男 - アメリカ史、立教大学名誉教授
- 長岡龍作 - 日本美術史、東北大学教授、國華賞
- 中川秀恭 - 哲学、北海道大学名誉教授、元国際基督教大学学長、元大妻学院理事長
- 中嶋隆蔵 - 中国思想、東北大学名誉教授
- 中村捷 - 英語学、東北大学名誉教授
- 鳴海正泰 - 政治学、関東学院大学名誉教授、元横浜山手・テニス発祥記念館館長
- 新野直吉 - 日本古代史、元秋田大学学長、元秋田県立博物館館長、河北文化賞
- 西田秀穂 - 西洋美術史、東北大学名誉教授
- 西村孝次 - 英文学、元明治大学教授
- 西村玲 - 日本思想史、元東方研究会研究員、日本学士院学術奨励賞、日本学術振興会賞
- 仁平道明 - 国文学、東北大学名誉教授、解釈学会会長、岡崎義恵学術研究奨励賞
- 仁平義明 - 心理学、東北大学名誉教授
- 沼崎一郎 - 文化人類学、東北大学教授
- 羽田野伯猷 - 仏教史、東北大学名誉教授、日本学士院賞
- 早坂泰次郎 - 心理学、立教大学名誉教授
- 林謙作 - 考古学、元北海道大学教授
- 林竹二 - 教育哲学、東北大学名誉教授、元宮城教育大学学長
- 原口庄輔 - 言語学、筑波大学名誉教授、元日本英語学会会長、市河三喜賞
- 原研二 - 独文学、元東北大学教授、オーストリア文学研究会賞
- 彦坂佳宣 - 国語学、立命館大学教授
- 平川新 - 日本近世史、元東北大学教授、元宮城学院女子大学学長、和辻哲郎文化賞
- 平田耿二 - 日本古代史、上智大学名誉教授
- 平田隆一 - 西洋史、東北大学名誉教授、マルコ・ポーロ賞
- 藤田覚 - 日本近世史、東京大学名誉教授、元歴史学研究会委員長、角川源義賞
- 藤波隆之 - 演劇研究、元国立劇場理事、元日本芸術文化振興会理事、河竹賞
- 藤原暹 - 日本思想史、東北大学名誉教授
- 船津衛 - 社会学、元東京大学教授
- 北条常久 - 日本文学、元聖霊女子短期大学教授、あきた文学資料館名誉館長、農民文学賞
- 細谷昂 - 農村社会学、東北大学名誉教授
- 本堂寛 - 日本語学、青山学院大学名誉教授
- 前田勉 - 日本思想史、愛知教育大学教授、角川源義賞
- 前田富祺 - 国語学、大阪大学名誉教授
- 町田三郎 - 中国文学、九州大学名誉教授
- 松井章 - 考古学、元奈良文化財研究所所長、濱田青陵賞
- 松田文雄 - 仏教史、第26代駒澤大学総長、曹洞宗大本山總持寺西堂顧問
- 丸山雍成 - 日本中世史、九州大学名誉教授、元交通史学会会長、日本学士院賞
- 宮坂宥勝 - 仏教学、名古屋大学名誉教授、元真言宗智山派管長、密教学芸賞、日本印度学仏教学会賞
- 宮次男 - 日本美術史、元東京国立文化財研究所情報資料部長、日本学士院賞恩賜賞
- 村田潔 - 西洋美術史、東北大学名誉教授
- 宮坂宥勝 - 仏教学、真言宗智山派第68世化主、名古屋大学名誉教授
- 村岡晢 - ドイツ近代史、早稲田大学名誉教授
- 村岡勇 - 英文学、東北大学名誉教授
- 村上真完 - 仏教学、東北大学名誉教授、日本翻訳出版文化賞
- 目黒士門 - フランス語学、東洋英和女学院大学教授、教育功労章
- 茂木謙之介 - 表彰文化論、東北大学准教授
- 本吉勇 - 心理学、東京大学教授
- 森博 - 社会学、東北大学名誉教授
- 森村修 - 哲学、法政大学教授
- 山下俊郎 - 心理学、東京都立大学名誉教授、元愛育幼稚園長
- 矢部良明 - 茶道史、人間国宝美術館館長、裏千家茶道文化賞
- 山田勝芳 - 北東アジア史、東北大学名誉教授
- 山田仁史 - 文化人類学、東北大学准教授
- 山折哲雄 - 宗教学、元国際日本文化研究センター所長、南方熊楠賞、和辻哲郎文化賞、NHK放送文化賞
- 山本鎮雄 - 社会学、日本女子大学名誉教授
- 結城陸郎 - 教育史、名古屋大学名誉教授
- 古田武彦 - 日本思想史、元昭和薬科大学教授、金沢大学暁鳥賞
- 若尾政希 - 日本思想史、一橋大学教授、歴史学研究会委員長、日本学術会議会員、岩瀬弥助記念書物文化賞
- 渡辺浩一 - 日本近世史、国文学研究資料館教授
- 渡辺信夫 - 日本近世史、東北大学名誉教授
- 渡辺喜勝 - 宗教学、元東北大学教授
- 渡辺善雄 - 近代日本文学、宮城教育大学名誉教授
- 安村敏信 - 日本美術史、元板橋区立美術館館長

### 文化
- 石沢麻依 - 小説家、芥川賞、群像新人文学賞
- 中村彰彦 - 小説家、直木賞、中山義秀文学賞、新田次郎文学賞
- 佐藤賢一 - 小説家、直木賞、毎日出版文化賞特別賞、小説すばる新人賞
- 小林久三 - 小説家、脚本家、江戸川乱歩賞、キネマ旬報読者賞、サンデー毎日新人賞推理部門
- 星亮一 - 小説家、福島民報出版文化賞、NHK東北ふるさと賞
- 内館牧子 - 作家、脚本家、文化庁芸術祭作品賞、橋田賞、日本女性放送者懇談会賞
- 金起林 - 詩人、文学評論家、元ソウル大学校助教授
- 山室静 - 詩人、平林たい子文学賞、毎日出版文化賞、神奈川文化賞
- 井口時男 - 文芸評論家、元東京工業大学教授、伊藤整文学賞、平林たい子文学賞、群像新人文学賞評論部門
- 和田茂俊 - 文芸評論家、和歌山工業高等専門学校教授、群像新人文学賞評論部門優秀作
- 針生一郎 - 美術評論家、和光大学名誉教授、元原爆の図丸木美術館館長
- 伊藤強 - 音楽評論家、元日本レコード大賞審査委員長
- 曽根中生 - 映画監督、脚本家、ヨコハマ映画祭監督賞
- 今井太郎 - 映像編集者、ミュージシャン、ギタリスト
- 傷彦 - ミュージシャン、ザ・キャプテンズリーダー、タロット占い師
- 松本忠 - 鉄道風景画家

### 宗教
- 秦慧玉 - 元曹洞宗管長、元永平寺貫首、元全日本仏教会会長
- 松長有慶 - 元高野山真言宗管長、元全日本仏教会会長
- 板橋興宗 - 元曹洞宗管長、元總持寺貫首、元總持寺祖院住職、御誕生寺住職

### その他
- 後藤弘 - 公認会計士、元日本能率協会常務理事、元文教大学教授
- 藤田昌宏 - 俳優